# Мендосасо
Мендосасо (исп. Mendozazo) — социальный протест в аргентинской провинции Мендоса с требованием увеличения заработной платы, вылившийся 4 апреля 1972 года в волнения против диктатуры Алехандро Агустина Лануссе.

## История
В 1972 году население провинции Мендоса выступило с требованием увеличить заработную плату. Однако глава военной хунты Алехандро Агустин Лануссе увидел в этом политический подтекст и решил ответить на него экономическими репрессиями: был отдан приказ об увеличении по Мендосе платы за электричество. В результате 4 апреля 1972 г. разозлённые жители провинции вышли на улицы и начали громить частные фирмы и дорогие автомобили. К концу дня полиция сумела подавить стихийные выступления. Было ранено и арестовано более сотни человек, сожжено более 100 машин и несколько троллейбусов.
Под впечатлением этих событий правительство не решилось поднимать налоги и срочно повысило заработную плату населения. Губернатор Мендосы Франсиско Габриэлли вынужден был уйти в отставку.